# 喬瓦尼·德拉·卡薩

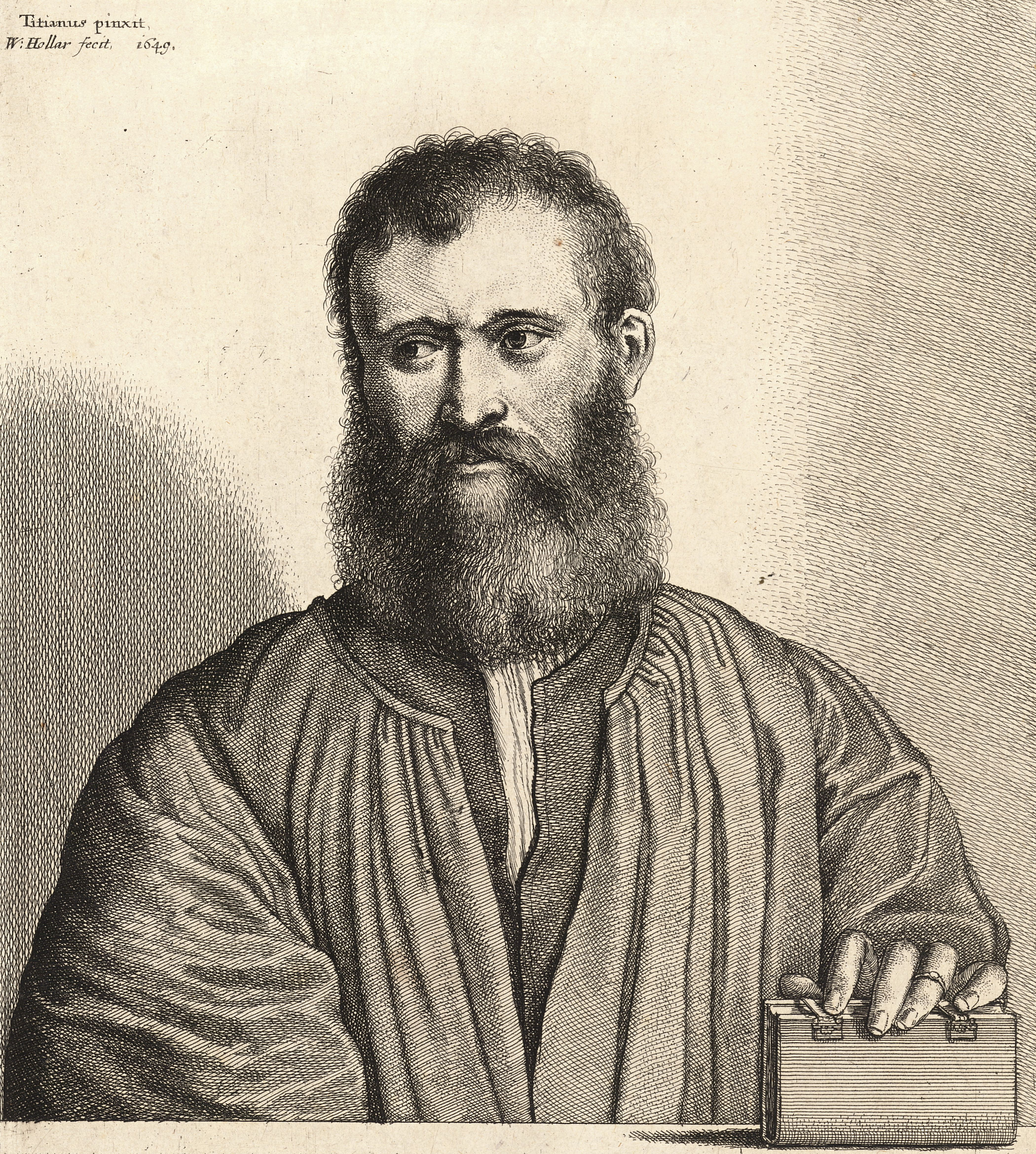
德拉卡萨肖像

喬瓦尼·德拉·卡萨（Giovanni della Casa，1503年6月28日—1556年11月14日），意大利作家，神职人员，以拉丁文和方言写作。